# Jean Gilson
Jean Gilson (Antwerpen, 11 augustus 1912 - Ukkel, 22 februari 2000) was een Belgisch architect. Hij was medeoprichter van het architectenbureau Groupe Alpha en was betrokken in de jaren vijftig en zestig bij heel wat grote kantorencomplexen in het Brusselse.
Gilson startte zijn architectencarrière in 1939. Vlak na de Tweede Wereldoorlog mocht hij samen met collega's Daens, René Piron en Alberto Vanderauwera van Groupe Alpha voor het ministerie van Openbare Werken een streekplan Brussel ontwerpen dat de stedenbouwkundige keuzes van de Belgische hoofdstad in de periode 1948 - 1957 heeft bepaald. Het streekplan werd ook verder uitgewerkt in het gewestplan Brussel dat de periode 1962 - 1970 besloeg. De door Gilson en Groupe Alpha mee ontworpen projecten hebben een sterke stedenbouwkundige impact gehad en getuigden van een reducerend functionalisme in bouwstijl.
Begin jaren vijftig ontwierp Gilson de Sint-Niklaaskerk in Oostduinkerke die in 1952 werd gebouwd.
In de jaren vijftig maakte hij deel uit van de associatie van architecten die de plannen voor het Rijksadministratief Centrum ontwikkelden, dat van 1958 tot 1968 werd gebouwd in Brussel. Aansluitend werkte hij mee aan het Berlaymontgebouw te Brussel aan de rand van de Leopoldswijk voor de Europese Commissie dat van 1963 tot 1969 werd gebouwd. Ook was hij mee betrokken bij de plannen voor het administratief centrum van de Stad Brussel in en boven het Munt-center en het Postgebouw aan de Anspachlaan in en boven het Anspach-center. Die bouw liep van 1967 tot 1971. Nog in Brussel tekende hij de plannen voor de Sint-Martinuskerk in Ganshoren die in 1970 werd gebouwd. Ook het ontwerp van de Christus Koningkerk in de wijk Nieuw Gent te Gent is van zijn hand en werd in 1968 gerealiseerd.
- Union List of Artist Names: 500238653
- Virtual International Authority File: 155848611